# Canottaggio ai Giochi della XVIII Olimpiade - Quattro con maschile
La competizione del Quattro con maschile dei Giochi della XVIII Olimpiade si è svolta dall'11 al 15 ottobre 1964 nel bacino del Lago Sagami a Sagamihara.

## Programma
| Data            | Round      | Note                                                 |
| --------------- | ---------- | ---------------------------------------------------- |
| 11 ottobre 1964 | 3 Batterie | I vincitori in finale A. I restanti ai recuperi.     |
| 12 ottobre 1964 | 3 Recuperi | I vincitori in finale A, secondi e terzi in finale B |
| 14 ottobre 1964 | Finale B   |                                                      |
| 15 ottobre 1964 | Finale A   |                                                      |

## Risultati

### Batterie
| Pos. | Nazione        | Atleti                                                                                  | Tempo   |
| ---- | -------------- | --------------------------------------------------------------------------------------- | ------- |
| 1    | Germania       | Peter Neusel, Bernhard Britting Joachim Werner, Egbert Hirschfelder Tim. Jürgen Oelke   | 6'44"12 |
| 2    | Stati Uniti    | Paul Gunderson, Hughie Pollock Tom Pollock, Jim Tew Tim. Ted Washburn                   | 6'48"19 |
| 3    | Cecoslovacchia | Karel Karafiát, Jaroslav Starosta René Líbal, Jan Štefan Tim. Arnošt Poisl              | 6'55"59 |
| 4    | Australia      | Gary Herford, Alf Duval Mick Allen, John Campbell Tim. Alan Grover                      | 7'00"16 |
| 5    | Giappone       | Hideo Oe, Yukio Matsuda Hideaki Aida, Masakatsu Yamanouchi Tim. Noriichi Yoshino        | 7'10"77 |
| 6    | Cuba           | Osvaldo Díaz, Alfredo Hernández Gilberto Campbell, Leovigildo Millan Tim. Roberto Ojeda | 7'17"11 |

| Pos. | Nazione          | Atleti                                                                                           | Tempo   |
| ---- | ---------------- | ------------------------------------------------------------------------------------------------ | ------- |
| 1    | Italia           | Renato Bosatta, Emilio Trivini Giuseppe Galante, Franco De Pedrina Tim. Giovanni Spinola         | 6'47"06 |
| 2    | Paesi Bassi      | Lex Mullink, Jan van de Graaff Freek van de Graaff, Marius Klumperbeek Tim. Bobbie van der Graaf | 6'48"72 |
| 3    | Nuova Zelanda    | Darien Boswell, Alistair Dryden Peter Masfen, Dudley Storey Tim. Robert Page                     | 6'50"81 |
| 4    | Norvegia         | Tor Ahlsand, Birger Knudtzon Eilif Brodtkorb, Ingolf Kristiansen Tim. Rolf Syversen              | 6'57"35 |
| 5    | Rep. Araba Unita | Mahmoud Shehata, Salem Mashour Ibrahim Sayed Sabri, Mohamed Eissa Tim. Abdullah Ali              | 7'28"96 |

| Pos. | Nazione          | Atleti                                                                                       | Tempo   |
| ---- | ---------------- | -------------------------------------------------------------------------------------------- | ------- |
| 1    | Unione Sovietica | Anatoliy Tkachuk, Vitaly Kurdchenko Boris Kuzmin, Vladimir Yevseyev Tim. Anatoly Luzgin      | 6'45"35 |
| 2    | Francia          | Yves Fraisse, Claude Pache Gérard Jacquesson, Michel Dumas Tim. Jean-Claude Darouy           | 6'53"52 |
| 3    | Polonia          | Szczepan Grajczyk, Marian Leszczyński Ryszard Lubicki, Andrzej Nowaczyk Tim. Jerzy Pawłowski | 6'58"64 |
| 4    | Finlandia        | Teppo Kesäläinen, Kauko Hänninen Pekka Sylvander, Mauno Maisala Tim. Ismo Kanerva            | 7'03"85 |
| 5    | Danimarca        | Niels Nielsen, Poul Erik Nielsen Ole Paustian, Tom Hinsby Tim. Bent Larsen                   | 7'04"48 |

### Recuperi
| Pos. | Nazione          | Atleti                                                                                       | Tempo    |
| ---- | ---------------- | -------------------------------------------------------------------------------------------- | -------- |
| 1    | Polonia          | Szczepan Grajczyk, Marian Leszczyński Ryszard Lubicki, Andrzej Nowaczyk Tim. Jerzy Pawłowski | 7'11"74  |
| 2    | Stati Uniti      | Paul Gunderson, Hughie Pollock Tom Pollock, Jim Tew Tim. Ted Washburn                        | 7'12"82  |
| 3    | Norvegia         | Tor Ahlsand, Birger Knudtzon Eilif Brodtkorb, Ingolf Kristiansen Tim. Rolf Syversen          | 7'18"57  |
| 4    | Rep. Araba Unita | Mahmoud Shehata, Salem Mashour Ibrahim Sayed Sabri, Mohamed Eissa Tim. Abdullah Ali          | 10'44"94 |
| -    | Cuba             | Osvaldo Díaz, Alfredo Hernández Gilberto Campbell, Leovigildo Millan Tim. Roberto Ojeda      | NP       |

| Pos. | Nazione        | Atleti                                                                                           | Tempo   |
| ---- | -------------- | ------------------------------------------------------------------------------------------------ | ------- |
| 1    | Paesi Bassi    | Lex Mullink, Jan van de Graaff Freek van de Graaff, Marius Klumperbeek Tim. Bobbie van der Graaf | 7'04"85 |
| 2    | Danimarca      | Niels Nielsen, Poul Erik Nielsen Ole Paustian, Tom Hinsby Tim. Bent Larsen                       | 7'12"45 |
| 3    | Cecoslovacchia | Karel Karafiát, Jaroslav Starosta René Líbal, Jan Štefan Tim. Arnošt Poisl                       | 7'12"91 |
| 4    | Finlandia      | Teppo Kesäläinen, Kauko Hänninen Pekka Sylvander, Mauno Maisala Tim. Ismo Kanerva                | 7'21"16 |

| Pos. | Nazione       | Atleti                                                                             | Tempo   |
| ---- | ------------- | ---------------------------------------------------------------------------------- | ------- |
| 1    | Francia       | Yves Fraisse, Claude Pache Gérard Jacquesson, Michel Dumas Tim. Jean-Claude Darouy | 7'05"78 |
| 2    | Nuova Zelanda | Darien Boswell, Alistair Dryden Peter Masfen, Dudley Storey Tim. Robert Page       | 7'09"26 |
| 3    | Australia     | Gary Herford, Alf Duval Mick Allen, John Campbell Tim. Alan Grover                 | 7'17"06 |
| 4    | Giappone      | Hideo Oe, Yukio Matsuda Hideaki Aida, Masakatsu Yamanouchi Tim. Noriichi Yoshino   | 7'31"60 |

### Finale B
| Pos. | Nazione        | Atleti                                                                              | Tempo   |
| ---- | -------------- | ----------------------------------------------------------------------------------- | ------- |
| 7    | Stati Uniti    | Paul Gunderson, Hughie Pollock Tom Pollock, Jim Tew Tim. Ted Washburn               | 6'43"68 |
| 8    | Nuova Zelanda  | Darien Boswell, Alistair Dryden Peter Masfen, Dudley Storey Tim. Robert Page        | 6'45"16 |
| 9    | Norvegia       | Tor Ahlsand, Birger Knudtzon Eilif Brodtkorb, Ingolf Kristiansen Tim. Rolf Syversen | 6'48"38 |
| 10   | Australia      | Gary Herford, Alf Duval Mick Allen, John Campbell Tim. Alan Grover                  | 6'48"45 |
| 11   | Danimarca      | Niels Nielsen, Poul Erik Nielsen Ole Paustian, Tom Hinsby Tim. Bent Larsen          | 6'52"83 |
| -    | Cecoslovacchia | Karel Karafiát, Jaroslav Starosta René Líbal, Jan Štefan Tim. Arnošt Poisl          | NP      |

### Finale A
| Pos.    | Nazione          | Atleti                                                                                           | Tempo   |
| ------- | ---------------- | ------------------------------------------------------------------------------------------------ | ------- |
| Oro     | Germania         | Peter Neusel, Bernhard Britting Joachim Werner, Egbert Hirschfelder Tim. Jürgen Oelke            | 7'00"44 |
| Argento | Italia           | Renato Bosatta, Emilio Trivini Giuseppe Galante, Franco De Pedrina Tim. Giovanni Spinola         | 7'02"84 |
| Bronzo  | Paesi Bassi      | Lex Mullink, Jan van de Graaff Freek van de Graaff, Marius Klumperbeek Tim. Bobbie van der Graaf | 7'06"46 |
| 4       | Francia          | Yves Fraisse, Claude Pache Gérard Jacquesson, Michel Dumas Tim. Jean-Claude Darouy               | 7'13"92 |
| 5       | Unione Sovietica | Anatoliy Tkachuk, Vitaly Kurdchenko Boris Kuzmin, Vladimir Yevseyev Tim. Anatoly Luzgin          | 7'16"05 |
| 6       | Polonia          | Szczepan Grajczyk, Marian Leszczyński Ryszard Lubicki, Andrzej Nowaczyk Tim. Jerzy Pawłowski     | 7'28"15 |